# Naira montana
Naira montana är en tvåvingeart som beskrevs av Richter 1972. Naira montana ingår i släktet Naira och familjen parasitflugor. Inga underarter finns listade i Catalogue of Life.